# بیکنز (دلاویر)
بیکنز (به انگلیسی: Bacons) یک منطقهٔ مسکونی در ایالات متحده آمریکا است که در شهرستان ساسکس، دلاویر واقع شده است. بیکنز ۱۰٫۰۶ متر بالاتر از سطح دریا واقع شده است.